# 대학별곡
"대학별곡"은 1985년에 개봉한 대한민국의 영화이다.

## 캐스팅
- 전수용
- 남경읍
- 박영규
- 김명환
- 조선묵
- 김신영
- 김형자
- 박암
- 강계식
- 이정애
- 김운하
- 주상호
- 이석구
- 박규웅
- 최영
- 홍영의
- 신용석